# NADH:유비퀴논 환원효소 (전위불형성형)
NADH:유비퀴논 환원효소 (전위불형성형)(영어: NADH:ubiquinone reductase (non-electrogenic)) (EC 1.6.5.9)는 다음과 같은 화학 반응을 촉매하는 효소이다.
NADH + H+ + 유비퀴논  ⇄  NAD+ + 유비퀴놀
NADH:유비퀴논 환원효소 (전위불형성형)의 3가지 기질은 NADH, H+, 유비퀴논이며, 2가지 생성물은 NAD+, 유비퀴놀이다. NADH:유비퀴논 환원효소 (전위불형성형)는 산화환원효소 부류에 속하며, 특히 퀴논 또는 유사한 화합물을 수용체로 사용하여 NADH 또는 NADPH에 작용하는 효소에 속한다. NADH:유비퀴논 환원효소 (전위불형성형)는 플라보단백질이다.

## 명명법
NADH:유비퀴논 환원효소 (전위불형성형)의 계통명은 NADH:퀴논 산화환원효소(영어: NADH:quinone oxidoreductase)이다.
다음은 일반적으로 사용되는 다른 이름들이다.
- NDH-2
- 유비퀴논 환원효소(영어: ubiquinone reductase)
- 조효소 Q 환원효소(영어: coenzyme Q reductase)
- 다이하이드로니코틴아마이드 아데닌 다이뉴클레오타이드-조효소 Q 환원효소(영어: dihydronicotinamide adenine dinucleotide-coenzyme Q reductase)
- DPNH-조효소 Q 환원효소(영어: DPNH-coenzyme Q reductase)
- DPNH-유비퀴논 환원효소(영어: DPNH-ubiquinone reductase)
- NADH-조효소 Q 산화환원효소(영어: NADH-coenzyme Q oxidoreductase)
- NADH-조효소 Q 환원효소(영어: NADH-coenzyme Q reductase)
- NADH-CoQ 산화환원효소(영어: NADH-CoQ oxidoreductase)
- NADH-CoQ 환원효소(영어: NADH-CoQ reductase)